# Heroes (utwór muzyczny Månsa Zelmerlöwa)
Heroes – utwór szwedzkiego piosenkarza Månsa Zelmerlöwa, wydany pod koniec lutego 2015 i promujący jego szósty album studyjny pt. Perfectly Damaged (2015).
Utwór zwyciężył w finale programu Melodifestivalen 2015, dzięki czemu reprezentował Szwecję w 60. Konkursie Piosenki Eurowizji, w którym również wygrał po zdobyciu największej liczby 365 punktów, w tym maksymalnych not 12 punktów z Australii, Belgii, Danii, Finlandii, Islandii, Włoszech, Łotwy, Norwegii, Polski, Słowenii, Szwajcarii i Wielkiej Brytanii.
Utwór dotarł do pierwszego miejsca listy przebojów w Szwecji i utrzymał się na niej przez kolejne dwa tygodnie.

## Posądzenie o plagiat
Po finale Melodifestivalen twórcy piosenki zostali oskarżeni o naruszenie praw autorskich i popełnienie plagiatu utworu „Lovers on the Sun” Davida Guetty. Zelmerlöw zaprzeczył podejrzeniom. Po finale krytykowano także twórcę prezentacji scenicznej oraz wizualizacji do utworu, Fredrika „Benke” Rydana, któremu zarzucano inspirację teledyskiem do piosenki „The Alchemy of Light” A DandyPunka. W rozmowie z publicznym nadawcą Sveriges Radio Rydan przyznał, że inspirował się pracą innych twórców, jednak zaprzeczył popełnieniu plagiatu. Europejska Unia Nadawców, organizator Konkursu Piosenki Eurowizji, zleciła Zelmerlöwowi zmianę oprawy scenicznej. Posądzenia o plagiat ponownie pojawiły się po tym, jak piosenka wygrała w finale 60. Konkursu Piosenki Eurowizji, a negatywne zdanie o sytuacji wyrazili wówczas m.in. Avicii i Michele Perniola.

## Lista utworów
- Digital download (28 lutego 2015)[16]

1. „Heroes” – 3:10

- Digital download (22 maja 2015)[17]

1. „Heroes” (B.o.Y Remix) – 3:44
2. „Heroes” (7th Heaven Club Mix) – 6:30
3. „Heroes” (Axento Extended Remix) – 5:09
4. „Heroes” (Eray Oktav Remix) [Extended] – 5:28

## Teledysk
Teledysk do utworu został opublikowany 28 lutego 2015 roku.

## Notowania na listach przebojów
| Kraj              | Lista (2015)                | Najwyższa pozycja | Certyfikat         |
| ----------------- | --------------------------- | ----------------- | ------------------ |
| Szwecja           | Top 100 Singles             | 1                 | 5× platynowa płyta |
| Szwajcaria        | Singles Top 75              | 1                 | –                  |
| Austria           | Singles Top 75              | 1                 | –                  |
| Belgia (Flandria) | Ultratop 50                 | 2                 | –                  |
| Niemcy            | Top 100 Singles             | 3                 | –                  |
| Hiszpania         | Top 50 Singles              | 3                 | złota płyta        |
| Norwegia          | Top 40 Singles              | 4                 | złota płyta        |
| Finlandia         | Top 20 Singles              | 5                 | –                  |
| Belgia (Walonia)  | Ultratop 50                 | 6                 | –                  |
| Dania             | Tracklisten Top 40          | 7                 | –                  |
| Polska            | AirPlay – Top               | 5                 | złota płyta        |
| Irlandia          | Top 100 Singles             | 10                | –                  |
| Wielka Brytania   | Singles Top 200             | 11                | –                  |
| Holandia          | Single Top 100              | 12                | –                  |
| Węgry             | Single (track) Top 40 lista | 12                | –                  |
| Australia         | Top 100 Singles             | 19                | –                  |
| Francja           | Top 200 Singles             | 33                | –                  |